# Cuscuz Clã
| Críticas profissionais | Críticas profissionais |
| Avaliações da crítica  | Avaliações da crítica  |
| Fonte                  | Avaliação              |
| ---------------------- | ---------------------- |
| Allmusic               | [ 1 ]                  |

Cuscuz Clã é o primeiro álbum de estúdio do cantor e compositor brasileiro Chico César, lançado em 1996 pela Mza Music. O álbum traz grandes sucessos do músico, tais como "Mama África" e "À Primeira Vista".

## Faixas
1. "Folia de Príncipe" - (Chico César)
2. "Mand'Ela" - (Chico César)
3. "Filá" - (Chico César)
4. "Benazir" - (Chico César)
5. "Isso" - (Chico César)
6. "As Asas" - (Chico César)
7. "Mama África" - (Chico César)
8. "Pedra de Responsa" - (Chico César / Zeca Baleiro)
9. "Dá Licença M'"
10. "Esta" - (Chico César)
11. "À Primeira Vista" - (Chico César)
12. "Sirimbó" - (Chico César)
13. "Anjo da Vanguarda" - (Chico César)
14. "You, Yuri" - (Chico César)
15. "MPB's" - (Chico César)